# Frankrigs monarker

Frankrigs monarker tæller de monarker, der har været af Kongeriget Frankrig og dets forgængere (og efterfølgende monarkier), som regerede fra oprettelsen af Frankerriget i 486 med flere afbrydelser til Det andet franske kejserriges fald i 1870.
Nogle gange inkludere man som 'Konger af Frankrig' frankiske konger af Merovingerne, der regerede fra 486 til 751, og karolingerne, der regerede indtil 987 (med nogle afbrydelser).
I august 843 blev Frankerriget opdelt ved Verdun-traktaten i tre kongeriger, hvoraf det ene var kortvarigt, mens de to andre udviklede sig til Frankrig og til sidst Tyskland. På dette tidspunkt havde de østlige og vestlige dele af landet allerede forskellige sprog og kultur. Derfor begynder denne liste over monarker i 843, da dette er den tidligste dato, hvornår Frankrig måske siges at eksistere. For de tidligere frankiske konger se oversigten over frankiske konger.
Huset Capet, de mandlige efterkommere af Hugo Capet i lige linje, omfattede de første herskere, der antog titlen 'Konge af Frakrig' for første gang med Filip 2. (r. 1180 – 1223). Capetingerne regerede uden afbrydelser fra 987 til 1792 og igen fra 1814 til 1848. Sidelinjerne af dynastiet, der regerede efter 1328, har imidlertid fået de specifikke navne Valois (indtil 1589) og Bourbon (indtil 1848).
I den korte periode, efter at den franske forfatning af 1791 var trådte i kraft (1791–92), og efter julirevolutionen i 1830, blev tiltalen "De franskes konge" brugt i stedet for "Konge af Frankrig (og Navarra)". Det var en forfatningsmæssig innovation kaldet folkemonarki, der forbinder monarkens titel med det franske folk snarere end til besiddelsen af Frankrigs territorium.
"De franskes kejser" af Huset Bonaparte regerede i det 19. århundrede mellem 1804 og 1814, igen i 1815 og mellem 1852 og 1870.

## Titler
Titlen "Frankernes Konge" (latin: Rex Francorum) var gradvist forsvundet under Filip 2.'s regeringtid (men FRANCORUM REX fortsatte med at blive anvendt, f.eks. af Ludvig 12. i 1499, af Frans 1. i 1515 og af Henrik 2. omkring 1550). Den brev brugt på mønter indtil det 18. århundrede. Under den korte tid, hvor den Fransk forfatning af 1791 var i funktion (1791-91) og efter Julirevolutionen i 1930, blev titlen "De franskes konger" anvendt i stedet for "Konge af Frankrig (og Navarra". Det var en forfatningsmæssig innovation kendt som folkemonarkierne, som knyttede monarkens titel til det franske folk, i stedet for til deres kontrol over Frankrigs territorium.
Foruden Kongeriget Frankrig var der også to franske imperier, det Første fra 1804 til 1814 og igen i 1815, grundlagt og regeret af Napoleon 1., og den Andet fra 1852 til 1870, grundlagt og regeret af hans nevø Napoleon 3. (også kendt som Louis-Napoleon). De brugte titlen "De franskes kejser". 
Denne artikel viser alle herskere, der har haft titlen " Frankernes Konge ", "Konge af Frankrig", "De franskes Konge" eller "De franskes kejser". For andre frankiske monarker, se listen over frankiske konger. Foruden de monarker, der er anført nedenfor, gjorde Kongerne af England og Storbritannien fra 1340–60, 1369-1420 og 1422–1801 også krav på titlen som Konge af Frankrig. I en kort periode havde dette faktisk et grundlag, for i henhold til betingelserne i Troyestraktaten fra 1420 havde Karl 6. anerkendt sin svigersøn Henrik 5. af England som regent og arving. Henrik 5. afgik ved døden før Karl 6., og Henriks 5.'s søn, Henrik 6., efterfulgte sin bedstefar Karles 6. som konge af Frankrig. Det meste af Nordfrankrig var under engelsk kontrol indtil 1435, men i 1453 var englænderne blevet udvist fra hele Frankrig undtagen Calais (og Kanaløerne ), og Calais selv faldt i 1558. Ikke desto mindre fortsatte engelske og derefter britiske monarker at gøre sit krav på titlen indtil oprettelsen af Det Forenede Kongerige af Storbritannien og Irland i 1801.

## Det Frankiske Imperium

### Karolingerne(til 888)
Det karolingiske dynasti var en frankisk adelsfamilie med oprindelse i Arnulf og Pippin klanerne fra det 7. århundrede e.kr. Familien konsoliderede sin magt i det 8. århundrede og antog til sidst embedet til Major domus og dux et princeps Francorum i arv og blev de virkelige magthavere bag de merovingiske konger. Dynastiet er opkaldt efter en af disse Major Domus, Karl Martel, hvis søn Pepin den Lille afsatte Merovingerne i 751, og med pavens og aristokratiets accept blev kronet Frankernes Konge. Pepins oldebarn Karl den Skaldede var konge på tidspunktet for Verdun-traktaten (843). (For tidligere herskere, se oversigt over frankiske konger.)
| Portræt | Navn                                                                      | Periode                                                                 | Forældre                                | Født                                    | Ægteskab                                                          | Død                                                 | Forhold til forgænger(e)                                                                | Titel                                       |
| ------- | ------------------------------------------------------------------------- | ----------------------------------------------------------------------- | --------------------------------------- | --------------------------------------- | ----------------------------------------------------------------- | --------------------------------------------------- | --------------------------------------------------------------------------------------- | ------------------------------------------- |
|         | Karl den Skaldede, 1. som konge af Vestfranken og 2. som kejser (Charles) | 843 august (Frankernes konge fra 20. juni 840) - 6. oktober 877 (34 år) | Ludvig den Fromme Judith af Bayern      | 13. juni 823 Frankfurt am Main          | (1) Ermentrude af Orléans 10 børn (2) Richilde af Provence 4 børn | 6. oktober 877 54 år Avrieux, Frankrig              | • Søn af Ludvig 1.                                                                      | Kongen af frankerne Romersk kejser (875–77) |
|         | Ludvig 2. den Stammende (Louis)                                           | 6. oktober 877 - 10. april 879 (1 år og 316 dage)                       | Karl den Skaldede Ermentrude af Orléans | 1. november 846                         | (1) Ansgarde af Burgund 5 børn (2) Adelheid af Paris 2 børn       | 10. april 879 32 år Compiègne, Frankrig             | • Søn af Karl den Skaldede                                                              | Frankernes Konge                            |
|         | Ludvig 3. (Louis)                                                         | 10. april 879 - 5. august 882 (3 år og 117 dage)                        | Ludvig 2. Ansgarde af Burgund           | 863/865                                 | Ugift                                                             | 5. august 882 17-19 år Saint-Denis, Frankrig        | • Søn af Ludvig 2.                                                                      | Frankernes Konge                            |
|         | Karloman 2. (Carloman)                                                    | 5. august 882 - 6. december 884 (2 år og 123 dage)                      | Ludvig 2. Ansgarde af Burgund           | ca. 866                                 | Ugift                                                             | 6. december 884 ca. 18 år Nær Les Andelys, Frankrig | • Søn af Ludvig 2. • Yngre bror til Ludvig 3.                                           | Frankernes Konge                            |
|         | Karl den Tykke 3. som kejser og 2. som konge af Vestfranken (Charles)     | 6. december 884 - 11. november 887 (2 år og 340 dage)                   | Ludvig den Tyske Ermengard af Hesbaye   | 13. juni 839 Donaueschingen, Østfranken | Richardis                                                         | 13. januar 888 48 år Neidingen, Østfranken          | • Søn af Louis den Tyske • Fætter til Ludvig 3. og Karloman 2. • Barnebarn af Ludvig 1. | Frankernes Konge Romersk kejser (881–88)    |

### Robertianske dynasti (888–898)
Robertianerne var frankiske adelsmænd, der skyldte feudal troskab til karolingerne og var forfædre til de efterfølgende capetinger. Odo, greve af Paris, blev valgt af de vestlige frankere til at være deres konge efter afsættelsen af kejser Karles den Tykke . Han blev kronet i Compiègne i februar 888 af Walter, ærkebiskop af Sens.
| Portræt | Navn                 | Periode                                            | Forældre                            | Født    | Ægteskab                   | Død                                       | Forhold til forgænger(e)                                                                      | Titel                             |
| ------- | -------------------- | -------------------------------------------------- | ----------------------------------- | ------- | -------------------------- | ----------------------------------------- | --------------------------------------------------------------------------------------------- | --------------------------------- |
|         | Odo of Paris (Eudes) | 29. februar 888 - 1. januar 898 (9 år og 306 dage) | Robert den Stærke Adelheid af Tours | ca. 857 | Théodrate af Troyes 1 barn | 1. januar 898 Ca. 42 år La Fére, Frankrig | • Valgt konge i stedet for den unge Karl 3. den Enfoldige • Fætter i tredje led til Ludvig 2. | Frankernes konge (Roi des Francs) |

### Karolingerne (898–922)
Karles, den posthume søn af Ludvig 2., blev kronet af en fraktion, der var imod Odo i Reims katedral i 893, skønt han først blev den reelle monark med Odo's død i 898. Han blev afsat og døde i fangenskab.
| Portræt | Navn                            | Periode                                           | Forældre                    | Født              | Ægteskab                                           | Død                                    | Forhold til forgænger(e)                                                 | Titel                             |
| ------- | ------------------------------- | ------------------------------------------------- | --------------------------- | ----------------- | -------------------------------------------------- | -------------------------------------- | ------------------------------------------------------------------------ | --------------------------------- |
|         | Karl 3. den Enfoldige (Charles) | 28. januar 898 - 30. juni 922 (24 år og 180 dage) | Ludvig 2. Adelheid af Paris | 17. september 879 | (1) Frederonne 6 børn (2) Eadgifu af Wessex 1 barn | 7. oktober 929 50 år Peronne, Frankrig | • Posthum søn af Ludvig 2. • Yngre halvbror til Ludvig 3. og Karloman 2. | Frankernes konge (Roi des Francs) |

### Robertianske dynasti (922–923)
| Portræt | Navn      | Periode                                        | Forældre                            | Født    | Ægteskab                                           | Død                                       | Forhold til forgænger(e)                                                               | Titel                             |
| ------- | --------- | ---------------------------------------------- | ----------------------------------- | ------- | -------------------------------------------------- | ----------------------------------------- | -------------------------------------------------------------------------------------- | --------------------------------- |
|         | Robert 1. | 30. juni 922 - 15. juni 923 (0 år og 350 dage) | Robert den Stærke Adelheid af Tours | ca. 866 | (1) Aelis 2 børn (2) Béatrice af Vermandois 1 barn | 15. juni 923 ca. 57 år Soissons, Frankrig | • Søn af Robert den Stærke • Yngre bror til Odo 1. • Fætter i tredje led til Ludvig 2. | Frankernes konge (Roi des Francs) |

### Bosonid-dynastiet (923–936)
Bosoniderne var en adelsfamilie, der nedstammede fra Boso den Ældste, dets medlem, Rudolf (Raoul), blev valgt til "Konge frankerne" i 923.
| Portræt | Navn           | Periode                                           | Forældre                                       | Født    | Ægteskab                     | Død                                           | Forhold til forgænger(e)  | Titel                             |
| ------- | -------------- | ------------------------------------------------- | ---------------------------------------------- | ------- | ---------------------------- | --------------------------------------------- | ------------------------- | --------------------------------- |
|         | Rudolf (Raoul) | 13. juli 923 - 14. januar 936 (12 år og 185 dage) | Richard, Hertug af Burgund Adelheid af Auxerre | ca. 890 | Emma af Frankrig Intet afkom | 14. januar 936 ca. 45-46 år Auxerre, Frankrig | • Svigersøn til Robert 1. | Frankernes konge (Roi des Francs) |

### Karolingerne (936–987)
| Portræt | Navn                                            | Periode                                              | Forældre                                | Født                             | Ægteskab                      | Død                                            | Forhold til forgænger(e)       | Titel                             |
| ------- | ----------------------------------------------- | ---------------------------------------------------- | --------------------------------------- | -------------------------------- | ----------------------------- | ---------------------------------------------- | ------------------------------ | --------------------------------- |
|         | Ludvig 4. fra hinsides havet (Louis d'Outremer) | 19. juni 936 - 10. september 954 (18 år og 117 dage) | Karl 3. den Enfoldige Eadgifu af Wessex | September 920/921 Laon, Frankrig | Gerberga af Sachsen 7 børn    | 10. september 954 33-34 år Reims               | • Søn af Karl 3. den Enfoldige | Frankernes konge (Roi des Francs) |
|         | Lothar (Lothair)                                | 10 september 954 - 2. marts 986 (31 år og 173 dage)  | Ludvig 4. Gerberga af Sachsen           | 941 Laon, Frankrig               | Emma af Italien 2 børn        | 2. marts 986 44 år Laon, Frankrig              | • Søn af Ludvig 4.             | Frankernes konge (Roi des Francs) |
|         | Ludvig 5. (Louis)                               | 2. marts 986 - 21. maj 987 (0 år og 348 dage)        | Lothar Emma af Italien                  | 966-967                          | Adelheid af Anjou Intet afkom | 21. maj 987 20-21 år Forêt d'Halatte, Frankrig | • Søn af Lothar                | Frankernes konge (Roi des Francs) |

## Huset Capet(987–1792)
Efter Louis 5.'s død, blev Hugo Capet, sønnen af Hugo den Store og barnebarn af Robert 1. valgt af adelen som konge af Frankrig. Capetingerne, de mandlige efterkommere af Hugo Capet, regerede Frankrig uden afbrydelser fra 987 til 1792 og igen fra 1814 til 1848. De var direkte efterkommere af de Robertianske konger. Huset Capets sidelinjer, der regerede efter 1328, har imidlertid fået generelt de specifikke navne Valois og Bourbon .
Ikke inkluderet i oversigten nedenunder er Hugo Magnus, ældste søn af Robert 2., og Filip af Frankrig, ældste søn af Ludvig 6.; begge var medkonger sammen med deres fædre (i overensstemmelse med den tidlige praksis i slægten, hvor en konge ville krone deres arving i sin egen levetid og dele magten med med dem), men begge to døde før deres far. Fordi hverken Hugo eller Filip var konge alene eller overkonge i deres egen levetid, er de ikke traditionelt opført som Konger af Frankrig, og de har fået ikke et nummer.
Henrik 6. af England, søn af Katarina af Valois, blev titulær konge af Frankrig efter sin bedstefar Karl 6.'s død i overensstemmelse med Troyes-traktaten fra 1420. Dette var imidlertid omstridt, og han betragtes ikke altid som en legitim konge af Frankrig. Det engelske krav på den franske trone stammer faktisk fra 1328, da Edvard 3. gjorde krav på tronen efter Karl 4.'s død. Bortset fra Henrik 6. havde ingen nogensinde haft deres krav støttet af en traktat, og hans titel blev anfægtet efter 1429, da Karl 7. blev kronet. Henrik selv blev kronet af en anden fraktion i 1431, skønt han i en alder af 10 år endnu ikke var nået voksenalderen. Den sidste fase af Hundredårskrigen blev udkæmpet mellem disse konkurrerende fraktioner, hvilket resulterede i en Valois-sejr i Slaget ved Castillon i 1453, hvor ethvert reelt krav fra de engelske monarker på Frankrigs trone i praksis sluttede, dog fortsatte engelsk (og senere Britiske) monarker med at bruge titlen "Konge af Frankrig" indtil 1801.
Fra 21. januar 1793 til 8. juni 1795 var Ludvig 16.'s søn Louis-Charles den titulære konge af Frankrig som Ludvig XVII. I virkeligheden forblev han imidlertid fængslet i hele denne tid, og magten blev holdt af republikkens ledere. Efter Ludvig 17.'s død gjorde hans onkel (Ludvig 16.'s bror) Louis-Stanislas krav på tronen som Ludvig 18., men blev først de facto konge af Frankrig i 1814.

### Huset Capet (987–1328)
Hovedlinjen, der nedstammer fra Hugo Capet er kendt som Huset Capet. Denne linje uddøde i 1328 og skabte en arvefølgestrid, som kulminerede med Hundredårskrigen. Mens der var adskillige der gjorde krav på at efterfølge, lå de bedste krav hos Huset Valois og Huset Plantagenet og derefter senere Huset Lancaster.
| Portræt | Våbenskjold | Navn                                      | Periode                                                | Forældre                            | Født                                                  | Ægteskab                                                                                                | Død                                                        | Forhold til forgænger(e)                                  | Titel                                                               |
| ------- | ----------- | ----------------------------------------- | ------------------------------------------------------ | ----------------------------------- | ----------------------------------------------------- | --- | ---------------------------------------------------------- | --------------------------------------------------------- | ------------------------------------------------------------------- |
|         |             | Hugo Capet                                | 3. juli 987 - 24. oktober 996 (9 år og 113 dage)       | Hugo den Store Hedvig af Sachsen    | 939 Paris, Frankrig                                   | Adelheid af Aquitanien 3 børn                                                                           | 24. oktober 996 56-57 år Paris, Frankrig                   | • Sønnesøn af Robert 1.                                   | Frankernes konge (Roi des Francs)                                   |
|         |             | Robert 2. den Fromme den Vise             | 24. oktober 996 - 20. juli 1031 (34 år og 269 dage)    | Hugo Capet Adelheid af Aquitanien   | 27. marts 972 Orléans, Frankrig                       | (1) Rozala af Italy 0 børn (2) Bertha af Burgund 1 barn (3) Konstance af Provence 7 børn                | 20. juli 1031 59 år Melun, Frankrig                        | • Søn af Hugo Capet                                       | Frankernes konge (Roi des Francs)                                   |
|         |             | Henrik 1. (Henri)                         | 20. juli 1031 - 4. august 1060 (29 år og 15 dage)      | Robert 2. Konstance af Provence     | 4. maj 1008 Reims, Frankrig                           | (1) Matilde af Frisland Intet afkom (2) Anne af Kijev 4 børn                                            | 4. august 1060 52 år Vitry-aux-Loges, Frankrig             | • Søn af Robert 2.                                        | Frankernes konge (Roi des Francs)                                   |
|         |             | Filip 1. (Philippe)                       | 4. august 1060 - 29. juli 1108 (47 år og 360 dage)     | Henrik 1. Anne af Kijev             | ca. 1052 Champagne-et-Fontaine, Frankrig              | (1) Bertha af Holland 3 børn (2) Bertrade de Montfort 3 børn                                            | 29. juli 1108 55-56 år Melun, Frankrig                     | • Søn af Henrik 1.                                        | Frankernes konge (Roi des Francs)                                   |
|         |             | Ludvig 6. (Louis)                         | 29. juli 1108 - 1. august 1137 (29 år og 3 dage)       | Filip 1. Bertha af Holland          | 1081 Paris, Frankrig                                  | (1) Lucienne de Rocherfort Intet afkom (2) Adelheid af Savoyen 8 børn                                   | 1. august 1137 55-56 år Béthisy-Saint-Pierre, Frankrig     | • Søn af Filip 1.                                         | Frankernes konge (Roi des Francs)                                   |
|         |             | Ludvig 7. den Unge (Louis)                | 1. august 1137 - 18. september 1180 (43 år og 48 dage) | Ludvig 6. Adelheid af Savoyen       | 1120                                                  | (1) Eleanora of Aquitanien 2 børn (2) Konstance of Kastilien 2 børn (3) Adéle af Champagne 2 børn       | 18. september 1180 59-60 år Saint-Pont, Frankrig           | • Søn af Ludvig 6.                                        | Frankernes konge (Roi des Francs)                                   |
|         |             | Filip 2. August (Philippe Auguste)        | 18. september 1180 - 14. juli 1223 (42 år og 299 dage) | Ludvig 7. Adéle af Champagne        | 21. august 1165 Gonesse, Frankrig                     | (1) Isabella af Hainaut 3 børn (2) Ingeborg af Danmark Intet afkom (3) Agnes af Andechs-Meranien 2 børn | 14. juli 1223 57 år Mantes-la-Jolie, Frankrig              | • Søn af Ludvig 7.                                        | Frankernes konge (Roi des Francs) Konge af Frankrig (Roi de France) |
|         |             | Ludvig 8. Løven (Louis)                   | 14. juli 1223 - 8. november 1226 (3 år og 117 dage)    | Filip 2. August Isabella af Hainaut | 5. september 1187 Paris, Frankrig                     | Blanka af Kastilien 13 børn                                                                             | 8. november 1226 39 år Montpensier, Frankrig               | • Søn af Filip 2. August                                  | Konge af Frankrig (Roi de France)                                   |
|         |             | Ludvig 9. den Hellige (Saint Louis)       | 8. november 1226 - 25. august 1270 (43 år og 290 dage) | Ludvig 8. Blanka af Kastilien       | 25. april 1214 Poissy, Frankrig                       | Margrete af Provence                                                                                    | 25. august 1270 56 år Tunis, Sultanatet Tunis              | • Søn af Ludvig 8.                                        | Konge af Frankrig (Roi de France)                                   |
|         |             | Filip 3. den Dristige (Philippe)          | 25. august 1270 - 5. oktober 1285 (15 år og 41 dage)   | Ludvig 9. Margrete af Provence      | 30. april 1245 Poissy, Frankrig                       | (1) Isabella af Aragonien 5 børn (2) Marie af Brabant 3 børn                                            | 5. oktober 1285 40 år Perpignan, Frankrig                  | • Søn af Ludvig 9.                                        | Konge af Frankrig (Roi de France)                                   |
|         |             | Filip 4. den Smukke Jernkongen (Philippe) | 5. oktober 1285 - 29. november 1314 (29 år og 55 dage) | Filip 3. Isabella af Aragonien      | 8. april/juni 1268 Château de Fontainebleau, Frankrig | Johanne 1. af Navarra 7 børn                                                                            | 29. november 1314 46 år Château de Fontainebleau, Frankrig | • Søn af Filip 3.                                         | Konge af Frankrig og Navarra (Roi de France et de Navarre)          |
|         |             | Ludvig 10. den Stridbare (Louis)          | 29. november 1314 - 5. juni 1316 (1 år og 158 dage)    | Filip 4. Johanne 1. af Navarra      | 4. oktober 1289 Paris, Frankrig                       | (1) Margrete af Burgund 1 barn (2) Klementia af Ungarn 1 barn                                           | 5. juni 1316 Vincennes, Frankrig                           | • Søn af Filip 4.                                         | Konge af Frankrig og Navarra (Roi de France et de Navarre)          |
|         |             | Johan 1. den Posthume (Jean)              | 15. november 1316 - 20. november 1316 (5 dage)         | Ludvig 10. Klementia af Ungarn      | 15. november 1316 Paris, Frankrig                     | Ugift                                                                                                   | 20. november 1316 5 dage Paris, Frankrig                   | • Søn af Ludvig 10.                                       | Konge af Frankrig og Navarra (Roi de France et de Navarre)          |
|         |             | Filip 5. den Høje (Philippe)              | 20. november 1316 - 3. januar 1322 (5 år og 44 dage)   | Filip 4. Johanne 1. af Navarra      | ca. 1293 Lyon, Frankrig                               | Johanne 2. af Burgund 4 børn                                                                            | 3. januar 1322 29 år Paris, Frankrig                       | • Søn af Filip 4. • Yngre bror til Ludvig 10.             | Konge af Frankrig og Navarra (Roi de France et de Navarre)          |
|         |             | Karl 4. den Smukke (Charles)              | 3. januar 1322 - 1. februar 1328 (6 år og 29 dage)     | Filip 4. Johanne 1. af Navarra      | 18./19. juni 1294 Clermont (Oise), Frankrig           | (1) Blanka af Burgund 2 børn (2) Marie af Luxemburg 1 barn (3) Johanne af Évreux 3 børn                 | 1. februar 1328 33 år Vincennes, Frankrig                  | • Søn af Filip 4. • Yngre bror til Ludvig 10. og Filip 5. | Konge af Frankrig og Navarra (Roi de France et de Navarre)          |

### Huset Valois (1328–1589)
Karl 4.'s død resulterede i Hundredårskrigen mellem Huset Valois og Huset Plantagenet senere Huset Lancaster om den franske trone. Valois hævdede at retten til arvefølgen kun gik gennem mandlig førstefødselsret og havde den nærmeste mandlige afstamning i lige linje fra en nylig fransk konge. De nedstammede fra den tredje søn af Filip 3., Karl, greve af Valois. Plantagenets baserede krav på grundlag af tættere tilknytning til en nylig fransk konge, da Edvard 3. af England var et barnebarn af Filip 4. gennem sin mor Isabella. De to huse kæmpede i Hundredeårskrigen at sikre deres krav. Valois vandt i sidste ende, og fransk historiografi regner deres ledere som retmæssige konger. Én Plantagenet konge, Henrik 6. af England, var de jure i kontrol over den franske trone under betingelserne fra Troyes-traktaten, som dannede grundlaget for fortsat engelske krav på Frankrigs trone indtil 1800-tallet.
Da Navarra ikke havde tradition for kun mandlig førstefødselsret, overgik Kongedømmet Navarra kongen af Frankrigs kontrol til Johanne 2. af Navarra, en datter af Ludvig 10. Valois-linjen kom til at herske over Frankrig, indtil linjen blev uddøde i 1589, midt under de franske religionskrige. Hovedlinjen uddøde i 1498, og tronen overgik til Ludvig 12. fra sidelinjen Valois-Orléans. Da Ludvig 12. ikke efterlod sig nogen arving, overgik tronen til Frans 1. fra sidelinjen Valois-Angoulême.

#### Hovedlinjen
| Portræt | Våbenskjold | Navn                                    | Periode                                                  | Forældre                         | Født                                | Ægteskab                                                        | Død                                                 | Forhold til forgænger(e) | Titel                             |
| ------- | ----------- | --------------------------------------- | -------------------------------------------------------- | -------------------------------- | ----------------------------------- | --------------------------------------------------------------- | --------------------------------------------------- | ------------------------ | --------------------------------- |
|         |             | Filip 6. den Heldige (Philippe)         | 1. april 1328 - 22. august 1350 (22 år og 143 dage)      | Karl af Valois Margrete af Anjou | 1293                                | (1) Johanne af Burgund 9 børn (2) Blanka af Navarra 1 barn      | 22. august 1350 56-57 år Nogent-le-Roi, Frankrig    | • Barnebarn af Filip 3.  | Konge af Frankrig (Roi de France) |
|         |             | Johan 2. den Gode (Jean)                | 22. august 1350 - 8. april 1364 (13 år og 230 dage)      | Filip 6. Johanne af Burgund      | 26. april 1319 Le Mans, Frankrig    | (1) Bonne af Luxemburg 9 børn (2) Johanne 1. af Auvergne 3 børn | 8. april 1364 44 år London, England                 | • Søn af Filip 6.        | Konge af Frankrig (Roi de France) |
|         |             | Karl 5. den Kloge (Charles)             | 8. april 1364 - 16. september 1380 (15 år og 161 dage)   | Johan 2. Bonne af Luxemburg      | 21. januar 1338 Vincennes, Frankrig | Johanne af Bourbon 9 børn                                       | 16. september 1380 42 år Beauté-sur-Marne, Frankrig | • Søn af Johan 2.        | Konge af Frankrig (Roi de France) |
|         |             | Karl 6. den Elskede, den Gale (Charles) | 16. september 1380 - 21. oktober 1422 (42 år og 35 dage) | Karl 5. Johanne af Bourbon       | 3. december 1365 Paris, Frankrig    | Isabella af Bayern 12 børn                                      | 21. oktober 1422 53 år Paris, Frankrig              | • Søn af Karl 5.         | Konge af Frankrig (Roi de France) |

#### Huset Lancaster (1422–1453) (omstridt)
| Portræt | Våbenskjold | Navn                                         | Periode                                                 | Forældre                                | Født                            | Ægteskab                 | Død                                         | Forhold til forgænger(e) | Titel                             |
| ------- | ----------- | -------------------------------------------- | ------------------------------------------------------- | --------------------------------------- | ------------------------------- | ------------------------ | ------------------------------------------- | --- | --------------------------------- |
|         |             | Henrik 6. af England (Henri VI d'Angleterre) | 21. oktober 1422 - 19. oktober 1453 (30 år og 363 dage) | Henrik 5. af England Katarina af Valois | 6. december 1421 Windsor Castle | Margrete af Anjou 1 barn | 21. maj 1471 49 år Tower of London, England | Baseret på sin far Henrik 5. af England, der ved Troyes-traktaten blev gjort til Frankrigs arving og regent. Barnebarn af Karl 6. af Frankrig. | Konge af Frankrig (Roi de France) |

#### Hovedlinjen
| Portræt | Våbenskjold | Navn                                                                   | Periode                                              | Forældre                        | Født                             | Ægteskab                    | Død                                           | Forhold til forgænger(e)                          | Titel                             |
| ------- | ----------- | ---------------------------------------------------------------------- | ---------------------------------------------------- | ------------------------------- | -------------------------------- | --------------------------- | --------------------------------------------- | ------------------------------------------------- | --------------------------------- |
|         |             | Karl 7. den Sejrrige (Charles)                                         | 21. oktober 1422 - 22. juli 1461 (38 år og 274 dage) | Karl 6. Isabella af Bayern      | 22. februar 1403 Paris, Frankrig | Marie af Anjou 14 børn      | 22. juli 1461 58 år Mehun-sur-Yévre, Frankrig | • Søn af Karl 6. • Onkel til Henrik 6. af England | Konge af Frankrig (Roi de France) |
|         |             | Ludvig 11. den Varsomme, den Listige, den Universelle Edderkop (Louis) | 22. juli 1461 - 30. august 1483 (22 år og 39 dage)   | Karl 7. Marie af Anjou          | 3. juli 1423 Bourges             | Charlotte of Savoyen 8 børn | 30. august 1483 60 år La Riche, Frankrig      | • Søn af Karl 7.                                  | Konge af Frankrig (Roi de France) |
|         |             | Karl 8. (Charles)                                                      | 30. august 1483 - 7. april 1498 (14 år og 220 dage)  | Ludvig 11. Charlotte of Savoyen | 30. juni 1470 Amboise, Frankrig  | Anne af Bretagne 7 børn     | 7. april 1498 27 år Amboise, Frankrig         | • Søn af Ludvig 11.                               | Konge af Frankrig (Roi de France) |

#### Valois-Orléans
| Portræt | Våbenskjold | Navn                             | Periode                                            | Forældre                                  | Født                          | Ægteskab                                                                                  | Død                                  | Forhold til forgænger(e) | Titel                             |
| ------- | ----------- | -------------------------------- | -------------------------------------------------- | ----------------------------------------- | ----------------------------- | ----------------------------------------------------------------------------------------- | ------------------------------------ | --- | --------------------------------- |
|         |             | Ludvig 12. Folkets Fader (Louis) | 7. april 1498 - 1. januar 1515 (16 år og 269 dage) | Karl 1., hertug af Orléans Marie af Kleve | 27. juni 1462 Blois, Frankrig | (1) Johanne af Valois Intet afkom (2) Anne af Bretagne 9 børn (3) Marie Tudor Intet afkom | 1. januar 1515 52 år Paris, Frankrig | • Oldebarn af Karl 5. • Grandfætter, og gennem sit første ægteskab svigersøn til Ludvig 11. • Gennem sit andet ægteskab med Anne af Bretagne, enken efter Karl 8. | Konge af Frankrig (Roi de France) |

#### Valois-Angoulême
| Portræt | Våbenskjold | Navn                | Periode                                             | Forældre                            | Født                                                  | Ægteskab                                                         | Død                                        | Forhold til forgænger(e)                                                                              | Titel                                                                                        |
| ------- | ----------- | ------------------- | --------------------------------------------------- | ----------------------------------- | ----------------------------------------------------- | ---------------------------------------------------------------- | ------------------------------------------ | --- | -------------------------------------------------------------------------------------------- |
|         |             | Frans 1. (Francois) | 1. januar 1515 - 31. marts 1547 (32 år og 89 dage)  | Karl af Angoulême Louise af Savoyen | 12. september Cognac, Frankrig                        | (1) Claude af Frankrig 7 børn (2) Eleanora af Østrig Intet afkom | 31. marts 1547 52 år Rambouillet, Frankrig | • Tipoldebarn af Karl 5. • Fætter i fjerde led og gennem sit første ægteskab svigersøn til Ludvig 12. | Konge af Frankrig (Roi de France)                                                            |
|         |             | Henrik 2. (Henri)   | 31. marts 1547 - 10. juli 1559 (12 år og 101 dage)  | Frans 1. Claude af Frankrig         | 31. marts 1519 Saint-Germain-en-Laye, Frankrig        | Katarina af Medici 10 børn                                       | 10. juli 1559 40 år Paris, Frankrig        | • Søn af Frans 1. • Dattersøn af Ludvig 12.                                                           | Konge af Frankrig (Roi de France)                                                            |
|         |             | Frans 2. (Francois) | 10. juli 1559 - 5. december 1560 (1 år og 148 dage) | Henrik 2. Katarina af Medici        | 19. januar 1544 Château de Fontainebleau, Frankrig    | Marie Stuart Intet afkom                                         | 5. december 1560 16 år Orléans, Frankrig   | • Søn af Henrik 2.                                                                                    | Konge af Frankrig (Roi de France) Konge af Skotland (1558-1560) med Marie Stuart (1542-1567) |
|         |             | Karl 9. (Charles)   | 5. december 1560 - 30. maj 1574 (13 år og 176 dage) | Henrik 2. Katarina af Medici        | 27. juni 1550 Saint-Germain-en-Laye, Frankrig         | Elisabet af Østrig 1 barn                                        | 30. maj 1574 23 år Vincennes, Frankrig     | • Søn af Henrik 2. • Yngre bror til Frans 2.                                                          | Konge af Frankrig (Roi de France)                                                            |
|         |             | Henrik 3. (Henri)   | 30. maj 1574 - 2. august 1589 (15 år og 64 dage)    | Henrik 2. Katarina af Medici        | 19. september 1551 Château de Fontainebleau, Frankrig | Louise af Lorraine Intet afkom                                   | 2. august 1589 37 år Saint-Cloud, Frankrig | • Søn af Henrik 2. • Yngre bror til Frans 2. og Karl 9.                                               | Konge af Frankrig (Roi de France) Konge af Polen og Storhertug af Litauen (1573-1575)        |

### Huset Bourbon (1589–1792)
Valois-linjens fortsættelse så stærk ud efter Henrik 2.'s død, da han efterlod fire mandlige arvinger. Hans første søn, Frans 2., døde før han blev voksen. Hans anden søn, Karl 9., havde ingen legitime sønner til at arve tronen. Efter mordet på sin tredje søn, den barnløse Henrik 3., og den for tidlige død af hans fjerde søn Hercule François, blev Frankrig kastet ud i en arvefølgekrise, over hvilken af kongens fjerne fætre skulle arve tronen. Det bedste krav på tronen lå hos Kong Henrik 3. af Navarra, men han var en protestantisk og dermed uacceptabel for størstedelen af den franske adel. I sidste ende, efter at have vundet adskillige slag i forsvaret for sit tronkrav, konverterede Henrik til katolisismen og blev kronet til konge og grundlage Huset Bourbon. Dette markerede anden gang, at Navarra og Frankrigs troner blev forenet under samme monark, da forskellige arveregler havde adskilt dem efter Huset Capet var uddød. Huset Bourbon kom til at blive styrtet under den Franske revolution, erstattet af en kortvarig republik.
| Portræt | Våbenskjold | Navn                         | Periode                                               | Forældre                                                      | Født                                                  | Ægteskab                                                      | Død                                                     | Forhold til forgænger(e) | Titel |
| ------- | ----------- | ---------------------------- | ----------------------------------------------------- | ------------------------------------------------------------- | ----------------------------------------------------- | ------------------------------------------------------------- | ------------------------------------------------------- | --- | --- |
|         |             | Henrik 4. (Henri)            | 2. august 1589 - 14. maj 1610 (20 år og 285 dage)     | Anton af Bourbon Johanne 3. af Navarra                        | 13. december 1553 Pau , Frankrig                      | (1) Margrete af Valois Intet afkom (2) Marie af Medici 6 børn | 14. maj 1610 56 år Paris, Frankrig                      | • Efterkommer af Ludvig 9. i 10. generation i den mandlige linje • Gennem sit første ægteskab svigersøn til Henrik 2., svoger til Frans 2., Karl 9. og Henrik 3. | Konge af Frankrig og Navarra (Roi de France et de Navarre)                                                              |
|         |             | Ludvig 13. (Louis)           | 14. maj 1610 - 14. maj 1643 (33 år og 0 dage)         | Henrik 4. Marie af Medici                                     | 27. september 1601 Château de Fontainebleau, Frankrig | Anne af Østrig 2 børn                                         | 14. maj 1643 41 år Saint-Germain-en-Laye, Frankrig      | • Søn af Henrik 4. | Konge af Frankrig og Navarra (Roi de France et de Navarre)                                                              |
|         |             | Ludvig 14. solkongen (Louis) | 14. maj 1643 - 1. september 1715 (72 år og 110 dage)  | Ludvig 13. Anne af Østrig                                     | 5. september 1638 Saint-Germain-en-Laye, Frankrig     | Maria Theresa af Spanien 6 børn                               | 1. september 1715 76 år Château de Versailles, Frankrig | • Søn af Ludvig 13. | Konge af Frankrig og Navarra (Roi de France et de Navarre)                                                              |
|         |             | Ludvig 15. (Louis)           | 1. september 1715 - 10. maj 1774 (58 år og 251 dage)  | Ludvig, hertug af Burgund Marie-Adélaîde af Savoyen           | 15. februar 1710 Château de Versailles                | Marie Leszczynska 10 børn                                     | 10. maj 1774 64 år Château de Versailles, Frankrig      | • Oldebarn af Ludvig 14. | Konge af Frankrig og Navarra (Roi de France et de Navarre)                                                              |
|         |             | Ludvig 16. (Louis)           | 10. maj 1774 - 21. september 1792 (18 år og 134 dage) | Ludvig, dauphin af Frankrig Maria Josepha Carolina af Sachsen | 23. august 1754 Château de Versailles, Frankrig       | Marie-Antoinette 4 børn                                       | 21. september 1792 38 år (henrettet) Paris, Frankrig    | • Barnebarn af Ludvig 15. | Konge af Frankrig og Navarra (Roi de France et de Navarre) (1774-1791) De franskes konge (Roi des Français) (1791-1792) |
|         |             | Luvig 17. (titlulær) (Louis) | 21. januar 1793 - 8. juni 1795 (2 år og 138 dage)     | Ludvig 16. Marie-Antoinette                                   | 27. marts 1785 Château de Versailles, Frankrig        | Ugift                                                         | 8. juni 1795 10 år Paris, Frankrig                      | • Søn af Ludvig 16. | (Omstridt) Konge af Frankrig og Navarra (Roi de France et de Navarre)                                                   |

## Huset Bonaparte, Det første imperium (1804–1814)
Den første franske republik varede fra 1792 til 1804, hvorefter den populære første konsul, Napoleon Bonaparte, besluttede at gøre Frankrig til et monarki igen. Han tog den folkelige titel De Franskes kejser i stedet for Kongen af Frankrig eller De franskes konge for at undgå alle titler fra Kongeriget Frankrig, og dermed opstod Frankrigs andet folkemonarki .
| Portræt | Våbenskjold | Navn                   | Periode                                          | Forældre                           | Født                                      | Ægteskab                                                                   | Død                                            | Forhold til forgænger(e)             | Titel                                      |
| ------- | ----------- | ---------------------- | ------------------------------------------------ | ---------------------------------- | ----------------------------------------- | -------------------------------------------------------------------------- | ---------------------------------------------- | ------------------------------------ | ------------------------------------------ |
|         |             | Napoleon 1. (Napoléon) | 18. maj 1804 - 11. april 1814 (9 år og 323 dage) | Carlo Buonaparte Laetitia Ramolino | 15. august 1769 Ajaccio, Korsika Frankrig | (1) Joséphine de Beauharnais Intet afkom (2) Marie Louise af Østrig 1 barn | 5. maj 1821 51 år Sankt Helena, Storbritannien | - Grundlægger af Bonaparte-dynastiet | De franskes kejser (Empereur des Français) |

## Huset Capet (1814-1815)
Efter Napoleons første nederlag og hans eksil til Elba blev Bourbon-monarkiet gendannet, hvorved Ludvig 16.'s yngre bror Louis Stanislas blev udråbt til Ludvig 18. Ludvig 16.'s søn var af monarkister blevet betragtet som Ludvig 17., men han blev aldrig kronet og regerede aldrig i sin egen ret før sin egen død. Han tælles normalt ikke med blandt franske monarker, hvilket har skabt et hul i nummereringen i de fleste traditionelle oversigter over franske konger. Napoleon kom for en kort stund til at genvinde kontrollen over landet under De hundrede dage i 1815. Efter sit sidste nederlag i Slaget ved Waterloo forsøgte Napoleon at abdicere til fordel for sin søn, men Bourbon-monarkiet blev igen genoprettet og kom til at fortsætte med at regere Frankrig, indtil Julirevolutionen i 1830 erstattede den med en sidelinje, Huset Bourbon-Orléans.

### Huset Bourbon, genindsat (1814–1815)
| Portræt | Våbenskjold | Navn               | Periode                                            | Forældre                                                      | Født                                              | Ægteskab                              | Død                                      | Forhold til forgænger(e)                              | Titel                                                      |
| ------- | ----------- | ------------------ | -------------------------------------------------- | ------------------------------------------------------------- | ------------------------------------------------- | ------------------------------------- | ---------------------------------------- | ----------------------------------------------------- | ---------------------------------------------------------- |
|         |             | Ludvig 18. (Louis) | 11. april 1814 - 20. marts 1815 (0 år og 348 dage) | Ludvig, dauphin af Frankrig Maria Josepha Carolina af Sachsen | 17. november 1755 Château de Versailles, Frankrig | Maria Josefina af Savoyen Intet afkom | 16. september 1824 68 år Paris, Frankrig | • Barnebarn af Ludvig 15. • Yngre bror til Ludvig 16. | Konge af Frankrig og Navarra (Roi de France et de Navarre) |

## Huset Bonaparte, Det første imperium (De hundrede dage, 1815)
| Portræt | Våbenskjold | Navn                   | Periode                                  | Forældre                           | Født                                        | Ægteskab                                                                   | Død                                                             | Forhold til forgænger(e)             | Titel                                                 |
| ------- | ----------- | ---------------------- | ---------------------------------------- | ---------------------------------- | ------------------------------------------- | -------------------------------------------------------------------------- | --------------------------------------------------------------- | ------------------------------------ | ----------------------------------------------------- |
|         |             | Napoleon 1. (Napoléon) | 20. marts 1815 - 22. juni 1815 (94 dage) | Carlo Buonaparte Laetitia Ramolino | 15. august 1769 Ajaccio, Korsika Frankrig   | (1) Joséphine de Beauharnais Intet afkom (2) Marie Louise af Østrig 1 barn | 5. maj 1821 51 år Sankt Helena, Storbritannien                  | - Grundlægger af Bonaparte-dynastiet | De franskes kejser (Empereur des Français)            |
|         |             | Napoleon 2. (Napoléon) | 22. juni 1815 - 7. juli 1815 (15 dage)   | Napoleon 1. Marie Louise af Østrig | 20. marts 1811 Tuilerierne, Paris, Frankrig | Ugift                                                                      | 22. juli 1832 21 år Schönbrunn Slot, Wien, Østrigske kejserrige | • Søn af Napoleon 1.                 | (Omstridt) De franskes kejser (Empereur des Français) |

## Huset Capet (1815-1848)

### Huset Bourbon (1815-1830)
| Portræt | Våbenskjold | Navn                | Periode                                                | Forældre                                                         | Født                                              | Ægteskab                              | Død                                                  | Forhold til forgænger(e)                                            | Titel                                                                 |
| ------- | ----------- | ------------------- | ------------------------------------------------------ | ---------------------------------------------------------------- | ------------------------------------------------- | ------------------------------------- | ---------------------------------------------------- | ------------------------------------------------------------------- | --------------------------------------------------------------------- |
|         |             | Ludvig 18. (Louis)  | 7. juli 1815 - 16. september 1824 (9 år og 70 dage)    | Ludvig, dauphin af Frankrig Maria Josepha Carolina af Sachsen    | 17. november 1755 Château de Versailles, Frankrig | Maria Josefina af Savoyen Intet afkom | 16. september 1824 68 år Paris, Frankrig             | • Barnebarn af Ludvig 15. • Yngre bror til Ludvig 16.               | Konge af Frankrig og Navarra (Roi de France et de Navarre)            |
|         |             | Karl 10. (Charles)  | 16. september 1824 - 2. august 1830 (5 år og 320 dage) | Ludvig, dauphin af Frankrig Maria Josepha Carolina af Sachsen    | 9. oktober 1757 Château de Versailles, Frankrig   | Maria Teresa af Savoyen 4 børn        | 6. november 1836 79 år Gorizia, Østrigske kejserrige | • Barnebarn af Ludvig 15. • Yngre bror til Ludvig 16. og Ludvig 18. | Konge af Frankrig og Navarra (Roi de France et de Navarre)            |
|         |             | Ludvig 19.. (Louis) | 2. august 1830 (20 minutter)                           | Karl 10. Maria Teresa af Savoyen                                 | 6. august 1757 Château de Versailles, Frankrig    | Marie Thérèse af Frankrig             | 3. juni 1844 68 år Gorizia, Østrigske kejserrige     | • Søn af Karl 10.                                                   | (Omstridt) Konge af Frankrig og Navarra (Roi de France et de Navarre) |
|         |             | Henrik 5. (Henri)   | 2. august 1830 - 9. august 1830 (7 dage)               | Karl Ferdinand, hertug af Berry Marie-Carolina af Begge Sicilier | 20. marts 1811 Tuilerierne, Paris, Frankrig       | Marie Teresa af Østrig-Este 1 barn    | 25. marts 1886 68 år Gorizia, Østrigske kejserrige   | • Barnebarn af Karl 10. • Nevø til Ludvig 19.                       | (Omstridt) Konge af Frankrig og Navarra (Roi de France et de Navarre) |

De genindsatte Bourbon konger regeringstid sluttede med Julirevolutionen i 1830, der afsatte Karl 10. og erstattede ham med Ludvig-Filip, en fjern fætter med mere liberal synspunkter. Karles 10.'s søn Ludvig underskrev et dokument, hvor han afsagde sin egen ret til tronen efter en 20 minutter lang diskussion med sin far. Fordi han aldrig blev kronet er det omstridt at betragte ham som en ægte konge af Frankrig. Ludvigs nevø Henrik blev ligeledes af nogle anset som Henrik 5., men den nye styre anerkendte ikke hans krav på tronen, og han regerede aldrig.

### Huset Bourbon-Orléans, Julimonarkiet (1830-1848)
Under Ludvig-Filip ændrede folkemonarkiet i Frankrig stilen og formerne fra tiden for Den franske revolution den Franske revolution og erstattede dem med mere populistiske former som f.eks. blev "Konge af Frankrig" til "De franskes konge").
| Portræt | Våbenskjold | Navn                       | Periode                                               | Forældre                                                   | Født                            | Ægteskab                               | Død                                             | Forhold til forgænger(e) | Titel                                |
| ------- | ----------- | -------------------------- | ----------------------------------------------------- | ---------------------------------------------------------- | ------------------------------- | -------------------------------------- | ----------------------------------------------- | --- | ------------------------------------ |
|         |             | Ludvig-Filip, Borgerkongen | 9. august 1830 - 24. februar 1848 (17 år og 184 dage) | Ludvig Filip af Orléans Louise Marie af Bourbon-Penthiévre | 6. oktober 1773 Paris, Frankrig | Maria Amalia af Begge Sicilier 10 børn | 26. august 1850 76 år Claremont, Storbritannien | • Efterkommer af Ludvig 13. i sjette generations i den mandlige linje • Fætter i femte led til Ludvig 16., Ludvig 18. og Karl 10. | De franskes konge (Roi des Français) |

Med tiden blev Ludvig-filip mere konservativ. Da der udbrød revolution flygtede han til Storbritannien, hvorefter hans barnebarn prins Philippe, grev af Paris formelt var konge. To dage senere blev den Anden franske republik udråbt. Han blev aldrig kronet, hvilket gjorde det omstridt at anse ham som en ægte monark.  

## Huset Bonaparte, Det andet imperium (1852–1870)
Den anden franske republik eksisterede fra 1848 til 1852, da dens præsident, Louis-Napoléon Bonaparte, udråbte sig selv til De franskes kejser. Han antog titlen Napoleon 3. efter sin onkel (Napoleon 1.) og sin fætter (Napoleon 2., der blev udråbt, men ikke kronet som arving til den kejserlige trone).
Napoleon 3. kom senere til at blive afsat under Den fransk-preussiske krig. Han var den sidste monark, der regerede Frankrig. Derefter blev landet styret af en række af republikanske regeringer (se Den Tredje Franske Republik).
| Portræt | Våbenskjold | Navn                   | Periode                                                  | Forældre                                | Født                           | Ægteskab                  | Død                                              | Forhold til forgænger(e) | Titel                                      |
| ------- | ----------- | ---------------------- | -------------------------------------------------------- | --------------------------------------- | ------------------------------ | ------------------------- | ------------------------------------------------ | ------------------------ | ------------------------------------------ |
|         |             | Napoleon 3. (Napoléon) | 2. december 1852 - 4. september 1870 (17 år og 276 dage) | Louis Bonaparte Hortense de Beauharnais | 20. april 1808 Paris, Frankrig | Eugénie de Montijo 1 barn | 9. januar 1873 64 år Chislehurst, Storbritannien | • Nevø til Napoleon 1.   | De franskes kejser (Empereur des Français) |

## Senere prætendenter
Forskellige tronprætendenter, der nedstammede fra de foregående monarker, har hævdet at være Frankrigs legitime monark, idet de afviser Frankrigs præsident og hinandens ret til at regere. Disse grupper er:
- Legitimisterne: Efterkommere af Huset Bourbon, der afviser alle statsoverhovedene 1792-1814, 1815 og siden 1830.
- Anjou-Legitimisterne: Efterkommere af Ludvig 14., der hævder at have forrang over Huset Bourbon-Orléans i kraft af førstefødselsretten.
- Orléanisterne: Efterkommere af Ludvig-Fillip, der selv nedstammede selv fra en sidelinje i Huset Bourbon og har afvist alle statsledere siden 1848.
- Bonapartisterne: Efterkommere af Napoleon 1. og hans brødre, der afviser alle statsoverhoveder 1815–48 og siden 1870.
- Engelske prætendenter: Konger af England og senere af Storbritannien (indtil Kong Georg 3. i forbindelse med foreningen af Storbritannien og Irland i 1800).
- Jakobitterne: De nærmeste arvinger til kong Edvard 3. af England og dermed hans krav på den franske trone, som også gør krav på England, Skotland og Irland.

## Gravsted
Langt de fleste af Frankrigs monarker er begravet i Saint-Denis Basilikaen, men nogen er også begravet andre steder i Frankrig, og enkelte endda uden for Frankrigs grænser.
| Gravsted                           | By                               | Monarker begravet her |
| ---------------------------------- | -------------------------------- | --- |
| Saint-Denis Basilikaen             | Saint-Denis, Frankrig            | Karl den Skaldede – Ludvig 3. – Karloman 2. – Odo – Hugo Capet – Robert 2. – Henrik 1. – Ludvig 6. – Filip 2. – Ludvig 8. – Ludvig 9. – Filip 3., Filip 4. – Ludvig 10. – Johan 1. – Filip 5. – Karl 4. – Filip 6. – Johan 2. – Karl 5. – Karl 6. – Karl 7. – Karl 8. – Ludvig 12. – Frans 1. – Henrik 2. – Frans 2. – Karl 9. – Henrik 3. – Henrik 4. – Ludvig 13. – Ludvig 14. – Ludvig 15. – Ludvig 16. – Ludvig 17. – Ludvig 18. |
| Saint Corneille klosterkirke       | Compiègne, Frankrig              | Ludvig 2. – Ludvig 5., |
| Reichenau Kloster                  | Reichenau, Tyskland              | Karl den Tykke |
| Saint-Fursy Kloster                | Peronne, Frankrig                | Karl 3. |
| Sainte-Colombe Kloster             | Sens, Frankrig                   | Rudolf |
| Notre-Dame de Reims                | Reims, Frankrig                  | Ludvig 4. – Lothar |
| Fleury Kloster                     | Saint-Benoît-sur-Loire, Frankrig | Filip 1. |
| Nôtre Dame-de-Barbeau              | Melun, Frankrig                  | Ludvig 7. |
| St George's Chapel, Windsor Castle | Windsor, England                 | Henrik 6. af England |
| Notre-Dame Basilikaen              | Orléans, Frankrig                | Ludvig 11. |
| Invalidekirken                     | Paris, Frankrig                  | Napoleon 1. |
| Kostanjevica Klostret              | Nova Gorica, Slovenien           | Karl 10. – Ludvig (19.) – Henrik (5.) |
| Huset Orleáns' Mausoleum           | Dreux, Frankrig                  | Ludvig-Filip |
| St Michael's Abbey                 | Farnborough, England             | Napoleon 3. |
| Uvist                              |                                  | Robert 1. |